# 天下無双 江田島平八伝
『天下無双 江田島平八伝』（てんかむそう えだじまへいはちでん）は、宮下あきらによる日本の漫画作品。『オースーパージャンプ』（集英社）にて2010年8月号まで連載された。単行本は全10巻。『魁!!男塾』の登場人物・江田島平八を主人公としたスピンオフ作品で、その少年時代から青年時代に至るまでを描いている。

## あらすじ
多摩の片田舎で育った暴れん坊の小僧、江田島平八は母の死と天下無双の言葉を胸に東京へ向かう。しかし東京では様々な陰謀と時代の流れ（作中では帝大合格から間もなく第二次世界大戦が始まる）に巻き込まれながらも己の才と一本気な性格で切り抜ける。
ストーリーは戦前から戦後の歴史に沿って展開し、実在した人物が登場するが、いずれもフィクションである。また、『魁!!男塾』シリーズの前史でもあるが、戦中のエピソードなどは若干パラレルな展開になっている。

## 登場人物

### 主要人物
江田島平八（えだじま へいはち）
昭和三年(1928年)の秋、東京・奥多摩の名家・江田島家の長男として生まれる。軍神と謳われた江田島國義を父に持ち、その名は日露戦争の英雄東郷平八郎にちなむ。『魁!!男塾』における塾長の若かりし日の姿。わずか11歳で東京帝国大学に合格。この時ドイツ語もこなしており、最終的に5、6ヶ国語話せるくらい語学の才能がある（英語はキングス・イングリッシュで、南部なまりを話す米兵の前でボロを出したこともある）。寺崎将人の下で様々な書物を読み、古今東西の知識を頭に納める。生来の肉体の剛健さと親友、王大人の下で学んだ中国拳法を武器とする神童。武術の成長が速く、K・バトラーのボクシング、王の飛翔旋風脚、熊田金造の居合い斬りなどを異常なスピードで吸収する。
海軍の影の部隊「天下無双隊」隊長。自ら設計、改造した強力な潜水艦「天下無双号」と優秀な部下を統率することにより大活躍する。理論上のことではあるものの核兵器（原子爆弾）の理論を確立させているが、本人は原子爆弾の使用に「悪魔の兵器」と主張し反対。しかし、国力で米国に劣る日本にとって核兵器の抑止力から講和に持ち込むという寺崎の案で原子爆弾を作ることになり、日本にはない原爆の原料となるウラン235の調達に苦戦するも原子爆弾の製造に成功した。しかし幸子の願いで原子爆弾を太平洋の海底に沈め封印した。
戦後、日本軍が解体され、戦い以外に目的を持てず民明丸の下で日々を過ごしていたが、父・國義が自分を総理大臣にさせたかった事を聞き、アメリカと、藤堂兵衛含める悪徳政治家に日本の政策をさせるくらいならと天下無双隊の皆と共に「天下無双党」を結成し、政治家の道を歩き出した。
政治家になってからは日本の復興に尽力し、その実力で総理大臣になったが、未来の日本を担う若者を育てることを決意し、総理就任初日で辞任を発表、33歳の頃に私塾「男塾」を創設した。
交友関係は敵味方問わず、愛新覚羅溥儀、毛沢東など、非常に広い。
後に「EDAJIMAが2人いたら、我々は負けていただろう」と連合軍に評された（『曉!!男塾 青年よ、大死を抱け』で語られている）。
森田 幸子（もりた さちこ）
平八の幼馴染の少女で、広島で叔父が経営する鍛工所の手伝いをしている。ヒロイン的存在。平八とは小学校の頃から相思相愛だが、平八は戦いでいつ死ぬか分からなく、幸子を悲しませまいと一時は別れる事を告げたが、それでも平八を信じ待ち続け、武光と無理矢理結婚させられそうになってしまうなどの数々の困難を乗り越え、戦争が終わったら結婚する約束をした。しかし、アメリカ軍が広島に投下した原子爆弾の犠牲になり、帰らぬ人となった。
平八は幸子の仇討ちにロケット型原子爆弾で単身ニューヨークに乗り込み原子爆弾で以ってアメリカ本土の約半分を道連れにしようとしたが、特攻をかけようとした自由の女神像の顔が突如幸子の顔に変わり、「たくさんの悲しみを作らないでください」と懇願、命の尊さを想う幸子の願いを汲んだ平八は原爆による道連れを思い留まり幸子に今生の別れを告げ、日本へ帰国し、原子爆弾を太平洋の海底に沈めて封印した。
『曉!!男塾 青年よ、大死を抱け』では彼女の死から約四十年後、幸子の命日での墓参りの時に彼女の遠縁筋で顔が瓜二つの20代の女性と出会い、相思相愛で恋愛結婚し、一子・魁を儲けるも、その妻も魁が7歳の頃に交通事故で死亡した。
大河内 民明丸（おおこうち　みんめいまる）
世界中の格闘技をはじめとしたあらゆる分野に精通した出版社「民明書房」の代表取締役。寺崎とも懇意にしている。東京で露店販売していた所を平八と出会い、それ以来の長い付き合いとなる。平八と出会った頃は40代の中年の姿であるが、中国拳法の取材時代に秘薬師と懇意になり、不老長寿の秘薬の効能で100歳になった現在でも当時と変わらぬ容姿と体力を維持している事が『暁!』で語られている。
寺崎 将人（てらさき まさと）
科学者でありながら剣道7段であり、軍の研究所にとどまらずにあちこちを行脚することから、変人として知られている。平八が6歳の頃、剣道の試合で平八に一本を取られ、また、平八が11歳の頃に東京に来た平八の髪の毛を脱毛させ、再び生やす嘘の方法として、一つの部屋にある全ての学問書を期限内に全て読ませるということを教え、無理やり勉強させた（その結果、平八は東京帝国大学に首席入学を果たし、神童として目覚めさせる）。平八に講和のための原子爆弾製造の話を持ちかけ共に製造する。
戦後はGHQのキャノン機関に所属し、平八の政治活動の際には影ながらに協力した。
王（ワン）
東京帝国大学留学生。平八と出会う以前は日本人嫌いだったが、武光とのトラブルをきっかけに親しくなる。戦後は中国に戻り神拳寺で修行し師範となり、シベリア抑留の日本人を助けに行こうとした平八と再会を果たす。
後の王大人。
富樫 源造（とがし げんぞう）
海軍一等飛行兵。アメリカ軍のテリトリーの島に零戦ごと不時着。平八に助けられた後は新兵器開発のメンバーとなる。
昭和18年4月、伊佐の非情な判断で見殺しとなったクリナ島の日本兵300名の命を救うために平八と作戦を実行中、上空から火山口に落とすはずだった爆弾が機械の不調で投下できず、アメリカ兵に見つかり窮地に立たされ、作戦を成功させるために自ら爆弾に飛び乗り手動で投下、爆弾と共に火口に落ちて火山を噴火させ、最後まで笑顔のままその命を散らせた。
男塾塾生、富樫源次（とがし げんじ）の父親で、平八は源造の戦死報告に富樫家を訪れた際に、0歳児の源次に「父親と同じ立派な男になれ」と語った。
伊佐武光（いさ たけみつ）
伊佐財閥の跡取り息子。後の藤堂兵衛。
平八を倒すためにその財力・権力・人脈を駆使して平八を苦しめるが、狡猾な一方で平八に負けたことに深く葛藤するなど若いがゆえの場面もある。
平八へのライバル心を持って親のコネと狡猾さで海軍大佐の座に就いたが、内地でふんぞり返って現場の状況を理解しようとせず、非道な命令ばかり下していたのを鈴木貫太郎に咎められ最前線であるサマン島に出兵させられたが、それが『魁!!男塾』で語られたサマン島の悲劇を生み、米国との司法取引で軍法会議にかけられず、戦後は藤堂兵衛と名を変えて政界・裏社会で暗躍することとなる。

### 天下無双隊
元は江田島海軍兵学校別科。後に特別刑務院からの脱獄者も受け入れ、終戦後は「天下無双党」として平八の政治活動を支える。
大豪院 鐘鬼（だいごういん しょうき）
江田島海軍兵学校別科総筆頭。
平八との闘いで、自身と別科全員の命を預けるに相応しいと総筆頭の座を譲り、天下無双隊では副隊長を勤める。闘争本能に忠実で、非情に徹しており「戦争に汚いも何もない」「ただ敵を皆殺しにするだけだ」と語っている。
男塾塾生大豪院邪鬼の父親。大豪院煌鬼（だいごういんこうき）の祖父で武術の師匠でもあるが、これは『曉!!男塾 青年よ、大死を抱け』でのエピソード。また、『私立極道高校2011』に登場する國吉錦治の祖父でもある。
廣庵（こうあん）
平八の地元に隠棲する僧。仏門に入る前は廣瀬宗敬（ひろせ むねたか）という名前で、東郷平八郎元帥の参謀（東郷平八郎の懐刀といわれ実質的な作戦指揮者）。そして江田島海軍兵学校別科の別科長。
鬼ハゲ
江田島海軍兵学校別科の教官。男塾教官、鬼ヒゲとの関係は不明だが、劇中でのポジションは同じ。
松尾 鯛吉 / 田沢 慎太郎（まつお たいきち / たざわ しんたろう）
江田島海軍兵学校別科生徒。『魁!!男塾』に登場する松尾鯛雄・田沢慎一郎と同じ苗字と顔立ちをしているが関係は不明。登場当初、別科でのしごきに耐え兼ねて手製の気球で脱走しようとしたが失敗した。しかし平八と共に行動する内に改心し、以後は平八と行動を共にする。
江戸川（えどがわ）
江田島海軍兵学校別科の古参の生徒。『魁!!男塾』の江戸川との関係は不明。昭和十六年十二月五日、ミッドウェー沖にてアメリカ軍潜水艦「モビーディック」との交戦中、自軍の潜水艦「天下無双号」を窮地から救うために自ら囮となり、大海原に散った。
虎丸 竜太（とらまる りゅうた）
陸軍特別刑務院に投獄された平八が獄悔房にて出会った男。経緯は不明だが小夜子の告白を拒否したため、兄・霧呂義郎の力で特別刑務院に投獄されていた所を平八に助けられ意気投合し、天下無双隊に飛び入り入隊した。
男塾塾生、虎丸龍次の父親。
露呂 小夜子（むろ さよこ）
陸軍特別刑務院副院長で、院長である霧呂義郎の妹。性別は女性で「大和撫子」と自称しているが、誰もが男と思う醜顔と、とても女性とは思えない体躯をしており、平八も認めるほどのケンカ拳法の強さと、えげつない「特殊技」を使う。特別刑務院内で囚人を奴隷のように使役しながら生活をしており、告白を拒否した竜太を獄悔房に投獄していた。はじめは脱獄しようとした平八と敵対していたが、やがて平八の男気に惚れて、押しかけ女房的に天下無双隊に入隊した。平八の幼馴染である幸子に最初は激しい嫉妬を抱いていたが、彼女の平八を想う心に打たれ、一方的にライバルとして見ている。
戦後は結婚しないと誓った平八の心中を察し、一歩引いた形で接し、平八が政治家を目指すと決意した時には天下無双党の一員として積極的に協力した。

### その他の人物

#### 日本
江田島 房江（えだじま ふさえ）
平八の母。平八を出産した後肺結核を患い余命幾ばくもなく、平八に結核が移らぬよう平八を遠ざけ、母親らしいことをしてやれなかったことを悔やんでいた。平八六歳の頃、危篤状態の中、剣術大会で闘っている平八を臨床の中で応援し、平八の優勝を悟ると最後の力を振り絞り平八を迎え、平八を抱きながら永遠の眠りに付いた。
権ジイ
江田島家の家人。昔から江田島家に仕え、房江・平八の身の回りの世話をし、平八が上京した後も終生まで江田島邸の留守役を務めた。
伊佐 容堂（いさ ようどう）
伊佐財閥の総帥で、武光の父。武光を溺愛しており、平八やその周囲の人間を巻き込んでの陰謀を展開する。ただ、平八の父・江田島國義のことを「あの『軍神』と謳われた…」と武光の報告に驚くなど、國義に対して実力を認めているようである。
霧呂 義郎（むろ よしろう）
陸軍特別刑務院院長。職務に厳格な性格だが、妹・小夜子を溺愛し、刑務院でのあらゆる権限を認めている。平八に日本に連れてこられた毛沢東を捕縛し、ついでに捕縛を阻止しようとした平八も国家反逆罪で投獄した。毛沢東を尋問しようとしたが平八に阻止され、毛沢東と虎丸をはじめとする囚人、さらには小夜子まで兵八に連れて行かれて面目を丸潰れにされ、平八に激しい復讐心を抱いた。
熊田 金造（くまだ きんぞう）
平八の終生ライバルとなる人物。後の風雲羅漢塾塾長。かつ男気あふれるだけでなく、居合いの腕は超一流。帝国陸軍特別機動部隊「羅漢」隊長。
『魁!!男塾』本編での老いて肥満した頃とは似ても似つかぬ2枚目で、「時の流れは残酷なもの」という平八の述懐が載っている。
笹岡 玉三郎（ささおか たまさぶろう）
戦前から、政界から任侠界まであらゆる業界に協力な影響力を持つ日本の影の実力者（フィクサー）。平八の父・國義とは幼馴染で無二の親友であり、平八を日本の頂点、つまり総理大臣にさせたいという國義の願いを叶えさせたいと平八に政界への進出を薦め、もしもの時があれば協力すると口約し、影で平八の政治活動に協力した。
剣 情太郎（つるぎ じょうたろう）
平八が選挙に当選し、国会に初出勤した時に出会った新人政治家。正義を重んじ、悪徳政治家たちにより日本が腐敗することを憂い、平八と共に悪徳政治家に天誅を下すことに尽力する。
男塾塾生、剣桃太郎の父親であり、彼が巻いていたハチマキは息子の桃太郎、孫の獅子丸、そして平八の息子の魁へと受け継がれた。
大沢 長政（おおさわ ながまさ）
戦後の日本政権を握っている国自党の幹事長で、日本の影の支配者。戦後の騒乱にまぎれて国家資産を己のモノとし、その莫大な資金で政治家達を操ってきた巨悪。未来の日本を憂う平八と情太郎は彼の悪事を暴き、政治家的な天誅を下すべく行動を起こし、隠していた莫大な金塊と、彼の幼児退行癖を暴きだし、それをネタに政界引退を迫られ、なくなく引退をした。

#### ドイツ
フリッツ・シュタイナー
ヒトラーユーゲント団長でヒトラーの隠し子。親睦のため来日していた時、張の使う神拳寺の秘奥義で操られた平八に小便をかけられる。しかし平八が切腹で水に流そうとして（行動に移したのだが儀式用模造刀のため失敗）平八を認める。しかし帰国後、父・アドルフの独裁者としての狂気は世界に禍をもたらすと暗殺を計画するが失敗し処刑され、その遺書を読んだ平八はヒトラー暗殺を決意した。
ハンス・ゲーリング
ナチス親衛隊の大佐。ウラン235を取りにドイツへ渡る平八の道案内を担当し、ウラン235を奪取した平八を国家反逆罪として追跡し殺害しようとしたが、返り討ちに遭い、拳で顔面を破壊される。その後はサイボーグとして平八をしつこく追うも日本へ逃げられ、ナチス崩壊後も平八への復讐のためにさらなるサイボーグ手術を施し平八を襲うも、とどめを刺され死亡した。ヒトラーの片腕、ヘルマン・ゲーリングとは別人で、サイボーグ化など、『ビッグX』のハンス・エンゲルのオマージュ的なキャラクター。

#### 中国
張
神拳寺師範代で王の師匠。ドイツを憎んでいるために伊佐親子の依頼を受けて平八を操り、日本とドイツの間に亀裂を作ろうとするが、平八と王の関係を知り、手を引いた。
梁
神拳寺当主。日本人捕虜を救い出そうとする平八に義があると、王に平八の協力をする様指示した。

#### ソ連
イワン
日本人シベリア抑留留置所の所長。2.3mある巨体と、極寒でもパンツ一丁で平然といられ、高圧電流をもものともしない屈強な肉体を持ち、働けなくなる日本人をウォッカによる口からの火炎放射により焼き殺す残忍な性格の持ち主で、同時に少年好みかつ己の「後ろの穴をホらせる」男色がかった性癖の持ち主でもある。
日本人捕虜の救出に向かった平八と対決し、その屈強な肉体は平八の攻撃にもびくともしなかったが、地雷原に誘われ地雷を踏んで爆発し重症を負い、それでも逃亡しようとする平八と日本人を殺害しようとするも、神拳寺の秘薬によりイワンよりも巨大化した王によってとどめを刺された。

#### アメリカ
キング・バトラー
ボクシングヘビー級チャンピオン。アメリカ軍最強の兵士と他の仲間から謳われる。平八と戦うが敗北。
男塾留学生キング・バトラーJr.こと「J」の父親。後にボクシングのチャンピオンとなり157戦157KO勝ちを飾るも、息子のJとホテルに宿泊したところ火災に遭い、Jを庇って自らは犠牲となった。
マイケル・ヘンドリックス
アメリカ海軍所属。太平洋上で幾多の敵艦隊を沈めた潜水艦「モビーディック」の艦長で、平八らの潜水艦「天下無双号」に対抗するが、天下無双号の新技術と、江戸川の命を犠牲にした囮作戦であえなく撃沈した。
レオン・ヘンドリックス
アメリカ海軍中佐でエースパイロット。マイケル・ヘンドリックスの兄で、この2人は非常に仲が良い。そのため、「モビーディック」を沈めた「天下無双号」に挑む。終戦後はGHQに所属し、マッカーサーの下で平八の捜索を担当。決着を着けるため平八に決闘を挑むも敗れ、あえてマッカーサーの下へ行く平八を一人の男として認めた。
デビッド・スタイン博士
アメリカが誇る演算装置(電子頭脳)をはじめとする工科学の第一人者で、世界一の頭脳と自負している。マッカーサーの依頼でフィリピン海域・バエル島にて機械の兵士D.M一号と二号の二体を開発し、調査に来ていた平八を相手にさせてマッカーサーに成果を見せていた。しかし二機共に平八に敗北し、しかも二号を「かんたんな仕組」だと平八に手動操作に改造され、それ以来平八に復讐心を燃やすこととなる。
J（ジョン）・カンボー
米国特務戦闘機関隊長で、米国最強の兵士でその戦闘能力は一個師団にも匹敵する。自国よりも先に原子爆弾の製造に成功した平八を危惧した米軍高官は丁度平八と五十六がラバウルで落ち合う情報を入手し、五十六と平八の抹殺命令を受けた。五十六が搭乗した航空機が墜落したブーケンビル島で平八を待ち伏せし、奇襲し傷を負わせるも、五十六が平八の盾となって死亡。怒りに燃える平八に右腕を切り落とされ、投げつけた手榴弾を投げ返されて重傷を負う。それでも執念で立ち上がるが、たまたま五十六捜索に駆けつけていた冨樫に額を拳銃で撃たれて死亡した。
ランボーのコスプレや最新式サブマシンガンなど、謎の多い人物。

### 実在人物
「※」以降はこの話の設定。
山本五十六
日本連合艦隊司令長官。
※ 平八の父、江田島國義の同期。江田島海軍兵学校別科のメンバーであり、機動力に優れた兵団を作るため、平八を隊長とした特殊部隊「天下無双隊」を創立した。ラバウルで視察と兵士激励に訪れる情報を入手した米軍により乗機を打ち落とされ重症を負い、カンボーが撃ったマシンガンから平八を守ろうと自ら盾となり、平八を「息子」として守れたことに満足して息を引き取った。
愛新覚羅溥儀
満州国皇帝。
※ 東京に来日した際、警護の目を盗んで吉原遊廓で無銭遊楽した所を警察に捕まり警察署の牢獄に入れられてしまう。たまたま近くで牢屋に入れられていた平八に鉄格子を曲げてもらい脱走。逮捕時には身元不明とされた模様。
リヒャルト・ゾルゲ
ソ連赤軍スパイ。
※ ドイツ大使私設顧問で寺崎隼人の知り合い。平八と寺崎に素性がバレるもお目こぼしを受け、彼らの恩義に答えて終生平八たちのことは本国に報告しなかった。
近衛文麿
五摂家筆頭の出。
※ その出自と血筋によるプライドの高さから、江田島親子を「平民出の成り上がり者」と憎み嫌っている。伊佐財閥総帥・伊佐容堂の知り合い。
鈴木貫太郎
枢密院議長。後の第42代内閣総理大臣。
山本五十六とは懇意にしており、近衛とは対照的に平八の事を認めており、五十六亡き後、原子爆弾の一任を任せる一方で、海軍大佐で内地に居座っていた伊佐の非道さを咎め、最前線への出撃を命じた。
毛沢東
中国共産党のリーダー。後の中華人民共和国初代主席。
※ 拳法の達人で、訳ありで平八に日本まで連行される。軍部の陰謀で捕えられ処刑されかけるが、平八の命を賭した行動によって救出され、中国に帰国し、その平八の行動に「生涯の心友」と友好を深めた。
アンネ・フランク
アンネの日記の作者。名前のみ登場。
※ 平八がオランダに着いた際にペーターから手に入れた彼女の日記に共感を持ってしまう。後に彼女の日記は平八から民明丸の手に渡され、彼により日記は世界中に発刊された。
ペーター・ペルス
ユダヤ人の少年でアンネの恋人。
※ 史実とは異なり、平八がオランダに着いた際に出会い、平八が信用できる人間だとアンネの日記を託すが、平八を追っていたゲーリングに人質として捕まり、平八が現れたため用無しだと射殺された。
アドルフ・ヒトラー
第三帝国の総統。
※ 作中、原子爆弾の製造方法を把握している平八を、ウラン235の提供という理由でドイツに誘い、あわよくば製造させて殺害しようと目論んでいた。
先述のシュタイナーの遺志をついだ江田島平八によって殺されるが、実は多数の影武者がいる。作中では平八が殺した人物こそ本物のヒトラーであるかもしれない可能性が示唆されるが、仮にそうであってもヒトラーの意志を継ぎ、演じる影武者がいる限り第三帝国は盤石であるとされる。しかし、ソ連によるベルリン陥落で第三帝国崩壊を悟り、全員自殺した。
フランクリン・ルーズベルト
アメリカ第32代大統領。
※ 平八が自国より先に原子爆弾の開発に成功したことを危惧し、ラバウルにて山本五十六と面会するとの情報を入手し、カンボーに二人の抹殺命令を下した。
ハリー・S・トルーマン
アメリカ第33代大統領。
※ 広島に原爆投下の命令を下した。戦後はマッカーサーと対立し、マッカーサーをGHQ最高司令官職から解任した。
ダグラス・マッカーサー
GHQの最高司令官。敗戦時の日本の最高指揮者。
※ 江田島との決着を受け、作中最強の敵として立ちはだかる。後にアメリカ本土への原爆特攻を思い留まってくれた江田島の勇気ある決断に感謝し、その行動に報いるため日本の復興に貢献する。
ヨシフ・スターリン
ソ連の最高指導者。名前のみ登場。
※ 第2次世界大戦後の極東にいた日本軍捕虜をシベリア収容所へ投獄、過酷な強制労働を強いている。

## 作中に登場する兵器
天下無双号
日本海軍の乙型潜水艦改を元に平八が設計・改良した天下無双隊の主力潜水艦。平八が設計した可変式エンジンを搭載した両翼を持つ独特な船体を持ち、その両翼で急浮上や急潜水など自由自在な高速航行が可能な他、エンジンを敵魚雷に向けて逆噴射する事で魚雷をはじき飛ばす事が出来る。ただしその分消費電力が激しいため、短時間での連続使用はできない。また、船体にそっくりなデコイを瞬時に展開するなど色々な機能がある。
モビーディックとの戦闘後、それまでのデータを元に平八が新たに新・天下無双号として改良するが、図面から引き直して9割以上を改造するという、もはや新造に近い結果となり、流線型な船体に、さらに改良した可変式エンジンとオートジャイロ機能により船体を自由自在に操る事が出来るなど、世界随一の最新鋭潜水艦となった。船首に強襲用のドリルも搭載している。
1945年8月5日、太平洋にて哨戒活動中にゲーリングの奇襲により艦橋が大破し潜行不能となり、そのまま終戦を迎え、その後は日本へ辿り着いた後、機密保持のために天下無双隊の手により雷撃処分された模様。
特殊壱式兵器
平八が設計・製造した飛行ユニットで、普段は天下無双号に格納されている。二基の小型ロケットエンジンを搭載し、背中に装着する事で操縦者の思う様に自由自在に飛行し、さらには空中停止する事もでき、装備している二挺の機関銃で攻撃する事ができる。平八は「空中戦の歴史が変わる」と言っていたが、かなりの運動神経が要求され、ロケットエンジンと操縦者が剥き出しのままで飛行する事となり、甲板で防げる飛行機に比べて被弾して死亡する確率が高いため量産化までには至らなかった。天下無双隊から「人間ロケット」と名付けられた。
ロケット型戦闘機
寺崎が米国に対する核抑止のために原子爆弾搭載機として製造していた機体。ロケットエンジンにより飛行するが、制御が難しく燃費も悪いため、長距離飛行に問題があった。後に平八が核エンジン仕様に改良し、日本からアメリカ・ニューヨークまでの短時間長距離飛行を可能にするも、あくまで牽制の為の兵器であるため「この世の最終兵器」として鎌倉の大仏の中に安置される。平八は幸子の敵討ちのために自由の女神像に特攻をかけ、アメリカ本土の半分を道連れにしようとした。しかし自由の女神像の顔に浮かび上がった幸子の霊による説得で平八は特攻を思い留まり、原爆もろとも太平洋の海底深くへ沈めて封印した。
D.M(ダグラス・マッカーサー) 一号
デビッド・スタイン博士が開発した人型兵器第一号。思考型コンピューターを搭載し、キャタピラで移動し、胴部の砲門と両手に装備した鉄球で攻撃する。平八に惨敗し、D.M二号に粛清された。
D.M 二号
デビッド・スタイン博士が開発した人型兵器二号。一号の改良版で二足歩行。一号より優秀な思考型コンピューターを搭載し、ダイヤモンドと同じ硬度を持つ特殊装甲で身を纏い、頭部の単眼からは高出力のビームを射出する。その機動力で平八を苦戦させるも、頭部に集積回路を集中させすぎ、単眼のレンズが最も装甲が脆い事を平八に突かれて敗北、平八の手により手動操作に改造されてアメリカ軍を翻弄するも、自爆装置により大破した。
陸式土中戦車「羅漢」
金造率いる羅漢の兵器開発担当者が製造した試作戦車。砲台に装備したドリルで地上の敵に見つかることなく地中を時速50キロで走行でき、位置座標システムで目的地まで迷う事なく進む事が出来るが、地上の様子を見るためにはどうしても姿を出さなければならず、運悪く敵兵力であるオランダ軍と遭遇し、その機動力を生かして善戦するも、不意を付かれて被弾し大破した。
オートジャイロ
寺崎率いる海軍軍事兵器研究部が製作した、世界初のヘリコプター。大型燃料タンクを装備する事により日本と中国を往復飛行する事も可能。富樫がテストパイロットとして使用している。
ポリュープ一号
ドイツ第三帝国が開発した水陸両用兵器。タコ型の機体で8本の触手で攻撃し、触手から高圧電流を流す事ができる。ゲーリングがウラン奪還を二の次として、ヨットで日本へ帰還しようとする平八に復讐すべく日本海で待ち構えていたが、天下無双号の強襲用ドリルにより大破した。
ポリュープ二号
ドイツ第三帝国が開発した水陸両用兵器二号。触手はないが砲門を装備し、天下無双号の艦橋を破壊した。

## 書誌情報
- 宮下あきら 『天下無双 江田島平八伝』 集英社〈ジャンプコミックスデラックス〉、全10巻
  1. 2003年8月4日発行、ISBN 4-08-859374-X
  2. 2004年4月2日発行、ISBN 4-08-859410-X
  3. 2004年12月3日発行、ISBN 4-08-859451-7
  4. 2005年6月3日発行、ISBN 4-08-859510-6
  5. 2006年7月4日発行、ISBN 4-08-859588-2
  6. 2007年7月4日発行、ISBN 978-4-08-859655-6
  7. 2008年7月4日発行、ISBN 978-4-08-859717-1
  8. 2009年8月4日発行、ISBN 978-4-08-859789-8
  9. 2010年7月2日発行、ISBN 978-4-08-859845-1
  10. 2011年2月4日発行、ISBN 978-4-08-859873-4